# Val Polcèvera
Val Polcèvera ist ein kleines Weinbaugebiet in der norditalienischen Provinz Genua in der Region Ligurien. Seit dem 16. März 1999 verfügen die Weine über den Status einer „kontrollierten Herkunftsbezeichnung“ Denominazione di origine controllata, die zuletzt am 7. März 2014 aktualisiert wurde.

## Anbaugebiet
Der Anbau ist in den Gemeinden Genua, Sant’Olcese, Serra Riccò, Mignanego, Campomorone, Ceranesi und Mele gestattet.

## Herstellung
Folgende Weintypen werden hergestellt:
Verschnittweine
- Val Polcèvera bianco: Vermentino, Bianchetta Genovese und Albarola: mindestens 60 %. Höchstens 40 % andere analoge Rebsorten, die für den Anbau in der Region Ligurien zugelassen sind, dürfen zugesetzt werden.
- Val Polcèvera rosso: Dolcetto, Sangiovese und Ciliegiolo: mindestens 60 %. Höchstens 40 % andere analoge Rebsorten, die für den Anbau in der Region Ligurien zugelassen sind, dürfen zugesetzt werden.
- Val Polcèvera Bianchetta Genovese: mindestens 85 % Bianchetta Genovese. Höchstens 15 % andere analoge Rebsorten, die für den Anbau in der Region Ligurien zugelassen sind, dürfen zugesetzt werden.
- Val Polcèvera Vermentino: mindestens 95 % Vermentino. Höchstens 5 % andere analoge Rebsorten, die für den Anbau in der Region Ligurien zugelassen sind, dürfen zugesetzt werden.